# Râul Mândra, Argeș
Râul Mândra este un curs de apă, afluent al râului Capra. 